# Rivière du Portage Nord (Beauce-Sartigan)
Pour les articles homonymes, voir Rivière du Portage et Portage.
La rivière du Portage Nord coule dans la municipalité de Saint-Théophile, dans la municipalité régionale de comté (MRC) de Beauce-Sartigan, dans la région administrative de Chaudière-Appalaches, au Québec, au Canada. 

## Géographie
La rivière du Portage Nord est un affluent de la rive nord de la rivière du Portage laquelle est à son tour un affluent de la rive est de la rivière du Loup ; cette dernière se déverse sur la rive est de la rivière Chaudière laquelle coule vers le nord pour se déverser sur la rive sud du fleuve Saint-Laurent.
Les principaux bassins versants voisins de la rivière du Portage Nord sont :
- côté nord : rivière Wilson (Beauce-Sartigan) ;
- côté est : Lac du Portage, Penobscot Lake (É.U.A.), Big Grenier Pond (É.U.A.) ;
- côté sud : rivière du Portage (Beauce-Sartigan), ruisseau Oliva, rivière du Monument, Petite rivière du Monument ;
- côté ouest : ruisseau Croche, rivière Chaudière, rivière du Loup (Chaudière).

La rivière du Portage Nord prend sa source en montagne dans le canton de Metbermette-Sud, dans Saint-Théophile. Cette source est située à 1,6 km à l'est de la frontière du Comté de Somerset au Maine (États-Unis) et de la MRC de Beauce-Sartigan au Québec (Canada).
À partir de sa source, le cours de la rivière du Portage Nord" coule sur 5,1 km vers le sud-ouest jusqu'à sa confluence, en traversant le chemin du lac du Portage.
La rivière du Portage Nord" se jette sur la rive nord de la rivière du Portage laquelle se déverse à son tour sur la rive est de la rivière du Loup (Chaudière) dans le hameau de Armstrong, à Saint-Théophile. La confluence de la rivière du Portage Nord" est située à 6,3 km en amont de la confluence de la rivière du Portage.

## Toponymie
Le toponyme Rivière du Portage Nord a été officialisé le 5 décembre 1968 à la Commission de toponymie du Québec.